# Justin Gabriel
Paul Lloyd Jr. (Cidade do Cabo, África do Sul, 3 de março de 1981) é um lutador de wrestling profissional sul-africano. ele é conhecido pelo seu tempo na WWE com o ring name Justin Gabriel. Atualmente está na ROH sob o nome de PJ Black 

## World Wrestling Entertainment (2009-2010)
Em 2008, Lloyd assinou um contrato de três anos de desenvolvimento com a WWE, tornado-se o primeiro Sul Africano a ter um contrato com a WWE. Ele estreou no início de 2009 no território de desenvolvimento da WWE, a Florida Championship Wrestling, com o seu nome real, Paul Lloyd. Seu ring-name acabou sendo trocado mais tarde para Justin Angel.
No dia 23 de julho de 2009 na FCW, Angel e Kris Logan venceram Trent Barreta e Caylen Croft para se tornarem Florida Tag Team Championship, mas perderam na mesma noite para os The Rotundos (Bo and Duke).
Angel ganhou o Florida Heavyweight Championship de Heath Slater em uma 2-out-3 falls match em 24 de setembro de 2009. Em 18 de março de 2010, Gabriel perdeu o Florida Heavyweight Championship para Alex Riley em uma triple threat match, que também incluiu Wade Barrett.

## NXT (2010)
No dia 16 de fevereiro de 2010, foi anunciado que a Angel iria competir na WWE NXT, sob o ring-name de Justin Gabriel, com Matt Hardy como seu profissional. Ele fez a sua estreia em uma tag team match, juntamente de Matt Hardy, onde os dois venceram William Regal e Skip Sheffield. Gabriel conseguiu pinar William Regal após um 450º Splash.
Gabriel conseguiu chegar a final da NXT, ficando com o 3º lugar, atrás de David Otunga e Wade Barrett.

## RAW (2010)
No RAW Viers Choice realizado no dia 7 de Junho Justin Gabriel e os outros 7 rookies atacaram o WWE Champion John Cena.
Na semana seguinte o General Manager do RAW, Bret Hart, falou para os rookies da primeira temporada do NXT que eles não seriam contratados, e Wade Barrett que venceu a primeira temporada do NXT teve seu contrato cancelado e sua title shot também. No final desta mesma edição do RAW, Barrett e os outros rookies atacaram Bret Hart e lhe pediram um novo contrato.
Na semana seguinte foi noticiado que Bret Hart não seria mais o General Manager do RAW, e sim um General Manager misterioso. Este novo General Manager avisa que todos os rookies tem um novo contrato com a WWE, e estão todos os 7 contratados.
Gabriel e os outros rookies, agora chamados de Nexus, seguem seus ataques na WWE, já atacaram wrestlers como John Cena, Sheamus, Edge, Randy Orton, e vêm atormentando a vida de todo o roster do RAW. No Summerslam, o Nexus enfrentou um time formado por estrelas da WWE. Gabriel foi o penúltimo eliminado do time Nexus,sendo eliminado por John Cena. A luta foi vencida pelo time WWE,após John Cena eliminar Wade Barrett. Em 25 de Outubro em uma edição do RAW, Justin Gabriel e Heath Slater ganharam o WWE Tag Team Championship pela primeira vez, vencendo o seus companheiros de Nexus David Otunga e John Cena. Porém, perderam o WWE Tag Team Championship para Santino Marella e Vladimir Kozlov.

## SmackDown (2011-2015)
No dia de Janeiro, Justin Gabriel, Heath Slater, Wade Barrett e Ezekiel Jackson atacaram Big Show. No SmackDown seguinte, o grupo se nomeou The Corre e anunciou que não teriam um líder, com cada membro do grupo tendo direitos iguais. No Elimination Chamber, conquistaram o WWE Tag Team Championship pela 2ª vez,após derrotar Santino Marella e Vladimir Kozlov. No Raw da noite seguinte, Gabriel e Slater perderam os títulos para John Cena e The Miz. Imediatamente após a luta, Gabriel e Slater invocaram uma revanche, ganhando os títulos novamente após The Miz atacar Cena.
Na WrestleMania XXVII, o The Corre foi derrotado pelo time de Santino Marella, Kofi Kingston, Big Show e Kane em menos de dois minutos. Um dia depois, o The Corre tentou atacar John Cena e The Rock, mas acabaram subjugados. No dia 15 de abril de 2011, Gabriel participou de uma 20-man Battle Royal, em que o vencedor lutaria contra Alberto Del Rio pelo World Heavyweight Championship no Extreme Rules. Gabriel ficou entre os 4 últimos, mais acabou sendo eliminado por Rey Mysterio.
No SmackDown de 22 de abril, Gabriel e Slater perderam os títulos de duplas para Big Show e Kane. A dupla não conseguiu reaver os títulos, com Slater e Gabriel sendo derrotados no SmackDown de 29 de abril.
Barrett abandonou Gabriel e Slater em uma luta de trios contra Jackson e os Usos no SmackDown de 10 de junho. Gabriel e Slater confrontaram Barrett após o fim da luta, declarando o fim do Corre. Gabriel e Slater continuariam em dupla, com uma rivalidade contra os The Usos. Slater encerrou a dupla em 15 de julho, no SmackDown. A primeira luta de Gabriel após a separação da dupla foi contra o próprio Heath Slater, luta vencida por Gabriel após um 450°Splash.
No pay-per-view Money in the Bank, Gabriel participou da tradicional Money in the Bank Ladder Match, mais acabou derrotado. A luta foi vencida por Daniel Bryan.
No dia 23 de setembro,Gabriel participou de uma 10-man Battle Royal pelo Intercontinental Championship, vencida pelo campeão Cody Rhodes.
Ainda em 2011, Gabriel teve uma rivalidade com Slater após este atacar Hornswoggle e Gabriel salvá-lo.
No ínicio de 2012, Gabriel se envolveu em uma pequena rivalidade com o Intercontinental Champion Cody Rhodes.
Gabriel participou da Royal Rumble Match,sendo o 5° participante a entrar na luta. Gabriel ficou 6 minutos e 12 segundos na luta, mas foi eliminado por Mick Foley e Ricardo Rodriguez.
Tempo depois, no Raw, Gabriel começou uma rivalidade com o United States Champion Antonio Cesaro, o que levou a uma luta entre eles no Hell in a Cell,luta que terminou com a vitória de Cesaro.
Já em 2013, no dia 17 de abril no Main Event, Gabriel venceu uma 10-man Battle Royal por uma luta pelo Intercontinental Championship na mesma noite, mais Gabriel foi derrotado pelo campeão Wade Barrett.
Em 2014, a primeira luta de Gabriel foi contra Alberto Del Rio, no Main Event do dia 8 de Janeiro. Del Rio venceu a luta após um Power Kick.
No dia 25 de janeiro de 2015, Justin Gabriel pediu demissão da WWE. Em sua última luta, ele lutou junto com Los Matadores enfrentando Gold & Stardust e Fandango, no WWE Superstars do dia 16 de janeiro. Justin estava agendado para participar do Royal Rumble, mas será substituído por outro lutador.

## No Wrestling
- Finishers
  - Springboard Reverse DDT - 2012
    - 450° Splash,as vezes springboard - 2010 - presente
- Signature Moves
  - Corkscrew Plancha
  - Diving Hurricanrana
  - Springboard Crossbody
  - Top Rope Springboard Moonsault
  - STO
  - Suicide Dive
  - Tilt-a-whirl DDT
  - Gabriel Special
  - Elbow Smash
  - Flying Shoulder Block
  - Standing Moonsault
  - Leg Sweep
  - Dropkick
  - Koji Clutch
  - Spinning Heel Kick
  - Running Crossbody to cornered opponent
  - Iron Octopus
  - Enzuigiri
  - Hurricanrana
  - Tarantula
  - Kick Combo
  - Handspring Headscissors
  - Slingshot Somersault Senton
  - Standing Shooting Star Press
  - Monkey Flip
  - Roaring Elbow
  - Double Arm Lock
  - Tilt-a-whirl Head Scissors
  - Sitout Spinebuster
  - Apron Cannonball
  - Apron Frankensteiner
  - Blockbuster
  - Springboard Missile Dropkick
  - Tornado DDT
  - Somersault Plancha
  - Blue Thunder Driver
  - Clothesline

## Campeonatos e prêmios
- Florida Championship Wrestling
  - FCW Florida Heavyweight Championship (1 vez)
  - FCW Florida Tag Team Championship (1 vez) – com Kris Logan
- WWE
  - WWE Tag Team Championship (3 vezes com Heath Slater)
  - Slammy Award por Choque do Ano (2010) – estreia do The Nexus

1. 1 2  «Rey Mysterio official web site». Rey Mysterio.com. Consultado em 24 de setembro de 2007
2. 1 2 3 4  «Justin Angel Profile». Online World Of Wrestling. Consultado em 23 de março de 2010
3. 1 2  «Rey Mysterio Bio». WWE. Consultado em 1 de março de 2008